# جمعة الوداع

جمعة الوداع آخرین جمعه ماه هجری قمری است. رمضان قبل از عید فطر. این روز یکی از روزهای مقدس مسلمانان است.
مسلمانان در این روز از خداوند طلب آمرزش می‌کنند و به فقرا کمک می‌کنند. نماز می‌خوانند و معتقدند دعای این روز مستجاب می‌شود. مسلمانان بر این باورند که دادن زکات به فقرا در ماه رمضان برای آنها ثروت و برکت در طول سال و در آینده به همراه خواهد داشت. نماز جمعه فرصتی برای وداع مسلمانان با فرا رسیدن عید فطر است.

## پیشینه
وداع به معنای پایان اشاره به پایان ماه رمضان است. در اسلام جمعه، مقدس‌ترین روز هفته است. در نتیجه آخرین جمعه ماه مبارک رمضان از این جهت مهم است که به مسلمانان فرصت تفکر در مورد ماه رمضان را می‌دهد. جمعه وداع یکی از پنج روز مقدس مسلمانان و مقدس‌ترین روز هفته در اسلام است.
مسلمانان به مناسبت روز جمعه در نماز جمعه شرکت می‌کنند و برای اقامه نماز به مسجدی می‌روند. نمازگزاران نیز از خداوند طلب آمرزش می‌کنند. نماز جمعه از این جهت اهمیت دارد که آخرین جمعه ماه رمضان است و در حدیث آمده است که در ماه رمضان بهشت باز و جهنم بسته می‌شود. این اصطلاح در قرآن و حدیث وجود ندارد. نمازگزاران با شستن بدن و پوشیدن لباس نو، این روز را گرامی می‌دارند. در طول روز فرازهایی از قرآن را تلاوت می‌کنند. یکی دیگر از ویژگی‌های روز این است که مسلمانان در شهرها تمایل دارند در یک مسجد بزرگ با هم نماز بخوانند.
مسلمانان بر این باورند که دعا‌هایی که در این جمعه آخر ماه مبارک رمضان انجام می‌شود مستجاب می‌شود. مسلمانان همچنین بر این باورند که دادن زکات به فقرا در این روز برای آنها ثروت و برکت در سال و آینده به همراه خواهد داشت. آنها همچنین معتقدند که در این روز با دعا و تلاوت قرآن کریم همه گناهانشان بخشیده می‌شود. جمعه ودا نماز وقف یا «عبادت» ندارد.
پیروان اسلام معتقدند که پیامبر خدا در طول ده روز آخر ماه مبارک رمضان نماز می‌خواند. شب که از خواب بیدار شد نماز هم خواند. این روز شانس مسلمانان را برای داشتن یک زندگی خوب یادآوری می‌کند. این روز همچنین به مسلمانان یادآوری می‌کند که ماه رمضان رو به پایان است.
در پایان ماه رمضان ضیافتی به نام عید فطر برپا می‌شود و مسلمانان به‌طور سنتی عید را تبریک می‌گویند.